# Krokstrand
Krokstrand är en ort i Skee socken i Strömstads kommun vid Idefjorden och Björnerödspiggen. Orten har tidigare varit centrum för traktens stenindustri. Fram till 2005 avgränsades bebyggelsen i orten och dess grannort Kroken till en småort namnsatt till Krokstrand och Kroken. Mellan 2015 och 2020 samt åter 2023 klassades den av SCB åter som småort.
Byn Kroken, som är den gamla bebyggelsen skrevs 1581 Kraagenn eller  Kroggenn och syftar möjligen på den krök som landsvägen genom byn tidigare gjorde här.
Orten ingick 1902-1958 i Björneröd och Krokens municipalsamhälle. Ett kapell uppfördes här 1929.
Orten har också haft en dans- och musikfestival åren 1999 - 2008 samt 2010 - 2012, kallat Krokstrandsfestivalen och Man must dance

## Befolkningsutveckling

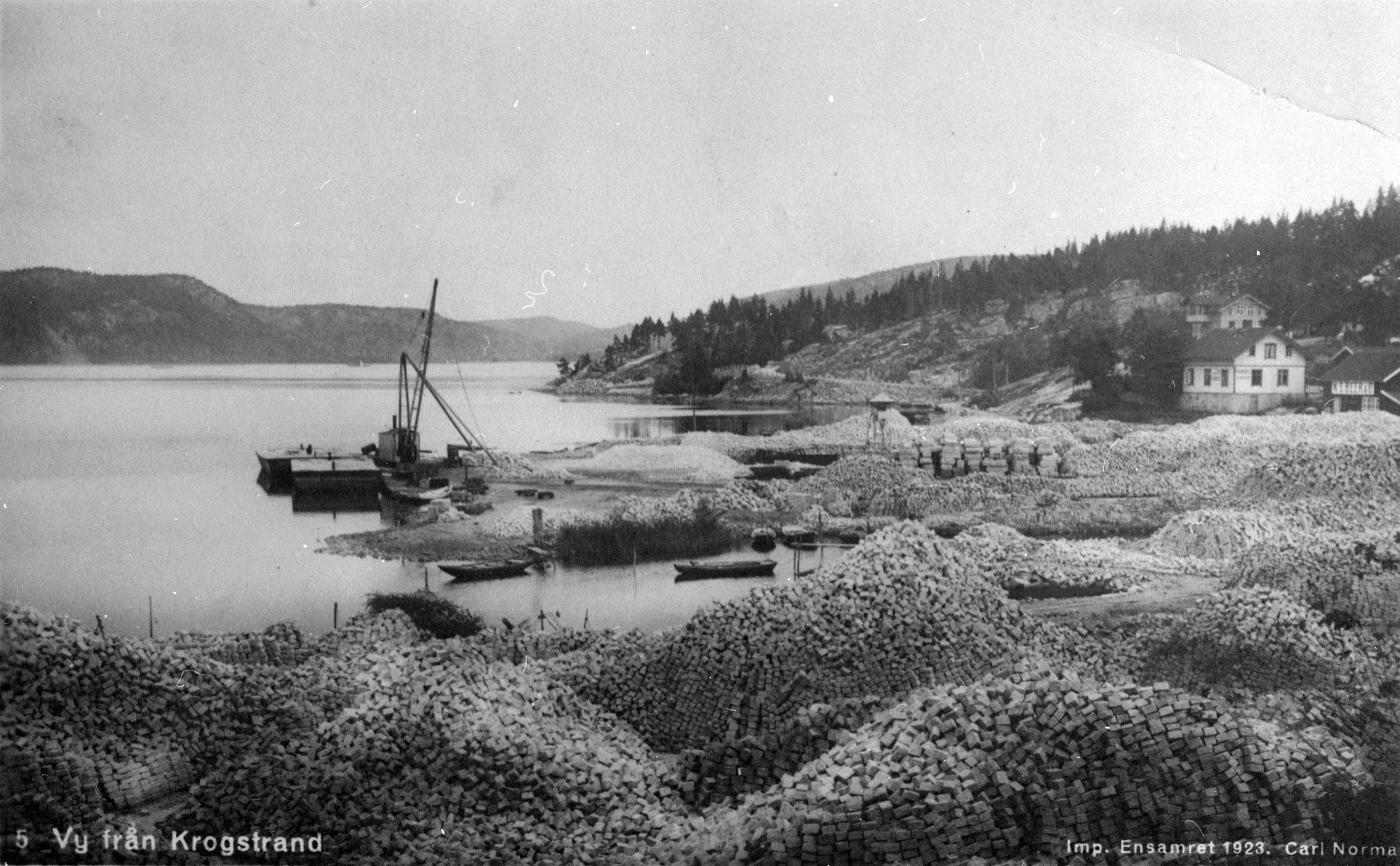
Högar av smågatsten, kallad "knott" eller "lus" av de lokala stenhuggarna, väntar på att lastas på båtar vid Krokstrand, 1923.

| Befolkningsutvecklingen i Krokstrand/Krokstrand och Kroken 1900–2005               | Befolkningsutvecklingen i Krokstrand/Krokstrand och Kroken 1900–2005 | Befolkningsutvecklingen i Krokstrand/Krokstrand och Kroken 1900–2005 | Befolkningsutvecklingen i Krokstrand/Krokstrand och Kroken 1900–2005 | Befolkningsutvecklingen i Krokstrand/Krokstrand och Kroken 1900–2005 |
| ---------------------------------------------------------------------------------- | -------------------------------------------------------------------- | -------------------------------------------------------------------- | -------------------------------------------------------------------- | -------------------------------------------------------------------- |
|                                                                                    |                                                                      |                                                                      |                                                                      |                                                                      |
| År                                                                                 |                                                                      |                                                                      | Folkmängd                                                            | Areal (ha)                                                           |
| 1900                                                                               | 1900                                                                 |                                                                      | 1 070                                                                | †                                                                    |
| 1990                                                                               | 1990                                                                 |                                                                      | 97                                                                   | 21#                                                                  |
| 1995                                                                               | 1995                                                                 |                                                                      | 76                                                                   | 21#                                                                  |
| 2000                                                                               | 2000                                                                 |                                                                      | 71                                                                   | 21#                                                                  |
| 2005                                                                               | 2005                                                                 |                                                                      | 57                                                                   | 21#                                                                  |
| Anm.: Upphörde som småort 2010. † Som köpingsliknande samhälle 1900. # Som småort. |                                                                      |                                                                      |                                                                      |                                                                      |